# Areaenhet
Areaenheter är olika mått för area.

## SI-enheter
SI-enheten för area är kvadratmeter (förkortning: m², tidigare ibland kvm).
Man använder också:
- Ar (a)
  - 1 ar = 100 m²
- Hektar (ha)
  - 1 hektar = 100 ar = 10 000 m²
- Kvadratkilometer (km²)
  - 1 kvadratkilometer = 100 hektar = 1 000 000 m²

## Anglosaxiskaenheter
- square inch
- square foot
- square chain
- acre

## Enheter inomatomfysik
- shed
- Barn (b, bn)
  - 1 b = 10−28 m²

## Historiska enheter
Ytmått är primärt mått på odlingsbar marks areal. När det gäller ytmått så skiljer det mellan det mer vanliga "Vad en given mängd utsäde räckte till", utsädesmått, och markens värde, penningmått. I det senare fallet har måttet sitt namn efter det mynt som motsvarar värdet av marken.

### Utsädesmått
- Pundland
  - 1 pundland = 4 tunnland = 8 spannland = 19746,4 kvadratmeter

- Tunnland = den areal som en tunnas utsäde räckte till.
  - 1 tunnland = 1/4 pundland = 2 spannland = 8 fjärdingsland = 32 kappeland = 56 kannland = 4936,6 kvadratmeter, ca 1/2 hektar.

- Spannland = den areal som en spann utsäde räckte till.
  - 1 spannland = 1/2 tunnland = 4 fjärdingsland = 16 kappeland = 28 kannland = 2468,3 kvadratmeter.

- Kappeland 
  - 1 kappeland = 1/32 tunnland = 154,3 kvadratmeter

- Kannland = den areal som en kanna utsäde räckte till.
  - 1 kannland = 1/56 tunnland = 1000 kvadratfot = 88,15 kvadratmeter.

### Penningmått
- Dalerland 
  - 1 dalerland = 4 markland = 32 tunnland = 15,797 hektar

- Markland (vanlig för att ange ett helt hemman, besuttenhetsnorm).
  - 1 markland = 8 öresland = 24 örtugland = 192 penningland = 3,9493 hektar

- Öresland 
  - 1 öresland = 1 tunnland = 3 örtugland = 24 penningland = 4936,6 kvadratmeter

- Örtugland 
  - 1 örtugland = 1/3 tunnland = 8 penningland = 1646 kvadratmeter

- Penningland 
  - 1 penningland = 1/24 tunnland = 206 kvadratmeter

### "De nya måtten"
När decimalsystemet år 1855 ersatte det gamla verksystemet fick man de nya ytmåtten:
1 kvadratrev = 100 kvadratstänger = ca 882 m²
1 kvadratstång = 100 kvadratfot = ca 8,82 m²
1 kvadratfot = 100 kvadrattum = ca 882 cm²
1 kvadrattum = 100 kvadratlinjer. = ca 882 mm²

### Övriga mått
- Plogland = den areal som kunde plöjas under en dag.
- Fotbollsplan = 0,7 hektar